# Canot-patrouilleur 16
Le canot-patrouilleur 16 ou P-16 (en allemand : Patrouillenboot 16; en italien : Battello Pattugliatore 16) est une classe de 14 patrouilleurs de l'Armée suisse de type Watercat 1250 Patrol. Conçu par Marine Alutech (Finlande), il est entré en service entre 2019 et 2021 et remplace le canot-patrouilleur 80.

## Engagement
Le P-16 est utiliser pour assurer la surveillance des eaux frontalières et des eaux intérieures par tous les temps, pour l'appui aux militaires engagés dans des activités dans ou sur l’eau et pour l'appui aux gardes-frontière et aux organisations de police civile dans le cadre des engagements subsidiaires de sécurité.
Principalement mis en œuvre par la compagnie de canots à moteur 10 (de) des troupes du génie basée à Brugg, le P-16 est transportable par semi-remorque pour rejoindre les lacs et cours d'eau de Suisse.
Dix P-16 sont utilisés par la cp canots mot 10 principalement sur le lac de Constance, le lac Léman, le lac Majeur et le lac de Lugano, trois sont utilisés pour l’instruction par l'École du génie 73 (Brugg) sur le lac des Quatre-Cantons et alimentent la réserve de roulement, et un par les Forces aériennes pour l'entraînement de survie des pilotes en cas de crash dans l’eau (Sea Survival Training) sur le lac de Neuchâtel.

## Développement
En remplacement des onze canots-patrouilleur 80/98 mis en service dans les années 1980, l'Office fédéral de l'armement (Armasuisse) a porté son évaluation sur cinq chantiers navals européens qui avaient déjà développé et produit des bateaux de la classe correspondante. Il a été renoncé à un développement suisse pour des raisons financières. L'appel d'offres a été remporté par le chantier naval finlandais Marine Alutech (en) (Salo), qui a présenté un prototype pour l'évaluation avec son Watercat 1250 Patrol. Six bateaux ont été fabriqués par l'entrepreneur général Marine Alutech à Teijo, en Finlande, puis entièrement équipés par Shiptec AG à Lucerne. Les huit autres bateaux ont été construits par Shiptec avec les coques livrées par Marine Alutech. Ainsi une grande partie de la valeur ajoutée est restée en Suisse.
Un montant de 249 millions de francs suisses a été approuvé dans le programme d'armement 2016 pour l'acquisition de 14 canots-patrouilleurs 16 complets, y compris le système de pilotage et de navigation, la tourelle Protector M151, les systèmes de télématique et radio, les moyens de sauvetage, de la logistique et des adaptations mineures de l’infrastructure. La désignation canot-patrouilleur 16 fait référence à cette année du programme d'armement. Des essais ont eu lieu à Salo en Finlande sur un bateau similaire au futur P-16. En 2016, un prototype a été testé sur les lacs suisses, puis un modèle test à partir de février 2018. La construction de la série a débuté en juillet 2018. Le premier bateau a été présenté au public à l'exposition SuisseNautic en février 2019 et livré en mai 2019.
Le baptême des quatre premiers bateaux, nommés Vénus, Uranus, Saturne et Antares, a eu lieu le 15 juin 2019 à Lucerne. Dans un premier temps les bateaux ont essentiellement servi à la formation des futurs équipages. Le 15 mai 2021, les dix autres P-16 ont été baptisé à Stansstad sur le lac des Quatre-Cantons.

## Description

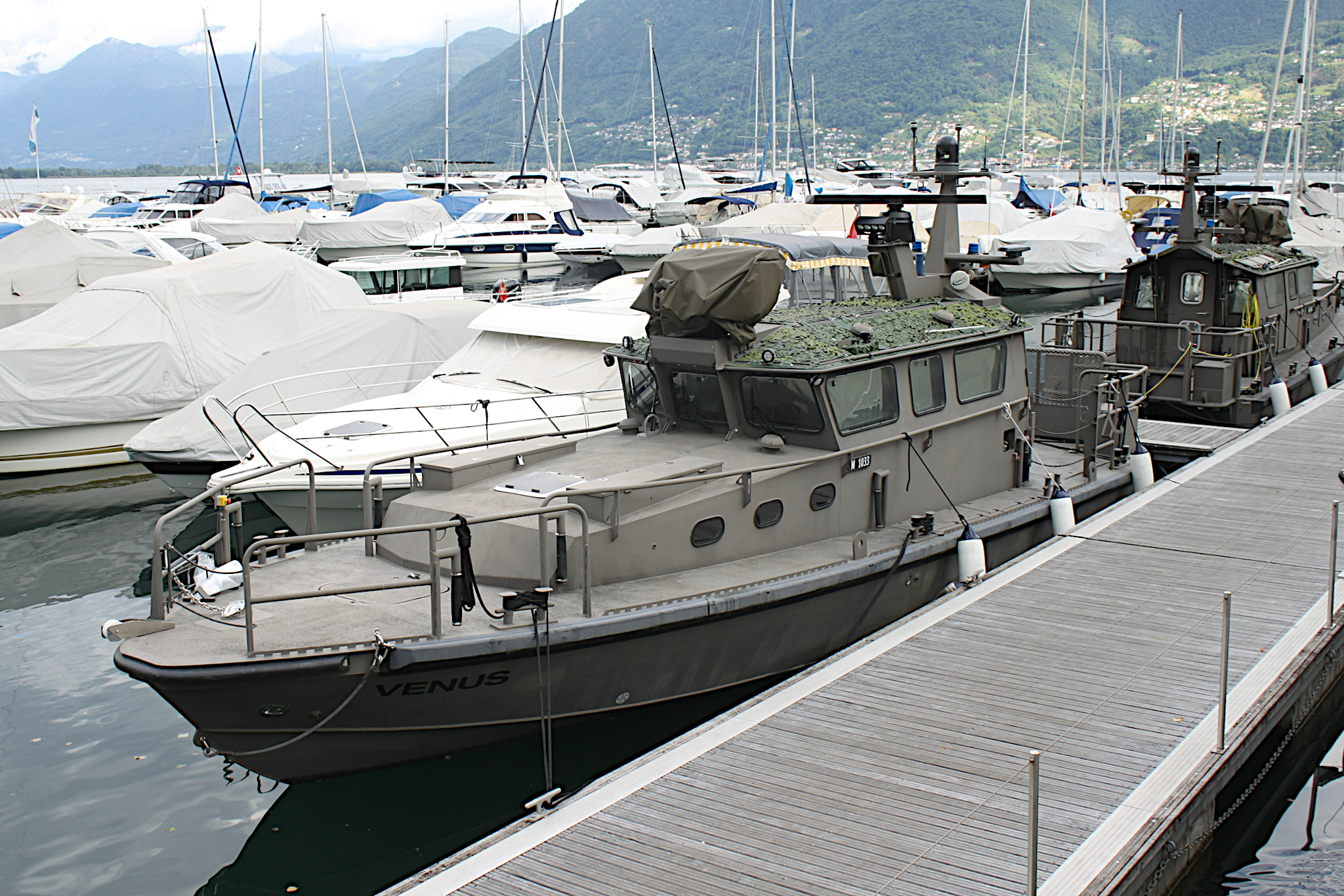
Les canots-patrouilleurs 16 Venus et Castor à Locarno en 2022

- Constructeur : projet attribué à Marine Alutech (en) Oy Ab (Teijo, Finlande), Shiptec AG à Lucerne a construit 8 bateaux et finalisé les 6 autres[1],[2],[4],[7].
- Type : Watercat 1250 Patrol, Marine Alutech le décrit comme étant un « patrouilleur multifonction (...) spécialement conçu pour la sécurisation et le contrôle des frontières et les opérations de recherche et sauvetage » (SAR).
- Certification CE : homologué B (Offshore)
- Longueur hors tout : 13,5 m
- Largeur hors tout : 3,7 m
- Hauteur depuis la ligne de flottaison : 4,8 m
- Poids : 9 t
- Tirant d'eau minimal en manœuvrant au ralenti : 1,1 m
- Déplacement lège (à vide) : 11 t
- Capacité : 12 t
- Vitesse : 35 nœuds (65 km/h)
- Type : croisière
- Construction : construction de coque articulée
- Matériau : aluminium
- Moteur : 2 moteurs Diesel Volvo Penta D6-400 DPH avec propulsion-Z conçu pour des engagements de longue durée
- Puissance :  2 × 294 kW / 400 PS
- Hélice: Volvo Penta DPH Duoprop
- Composants : timonerie, cabine, cabine de proue, grand pont arrière ouvert, trois couchettes d’appoint, installations sanitaires et cuisine (engagment 24h/24h).
- Radar de navigation Swiss Radar, GPS, écho-sondeur
- Caméras de vision diurne et nocturne (caméra thermique)
- Armement : tourelle Protector M151 avec mitrailleuse Browning M2HB 12,7 mm (Mg 64)
- Équipage : 6 fusiliers de bord (commandant (sous-officier), barreur, navigateur/radariste, opérateur radio, tireur)
- Capacité : 15 soldats complètement équipés
- Exploitation 24h/24h (2 couchettes d'appoint, sanitaire, cuisine)
- Transport par semi-remorque : Tracteur à sellette lourd 16 tt 6 × 6 Iveco Trakker AT380 T50 WT/P121 et semi-remorque surbaissée de 27 t, DOLL à deux essieux
- Programme d'armement 2016, livraison de 2019 à 2021.

## Liste des vedettes
- M+1031 Aquarius
- M+1032 Mars
- M+1033 Venus
- M+1034 Uranus
- M+1035 Saturn
- M+1036
- M+1037
- M+1038 Antares
- M+1039 Sirius?
- M+1040 Castor
- M+1041 Pollux
- M+1042 Nereus
- M+1043
- M+1044
- Neptun, Merkur?

### Pavillon
Les patrouilleurs de la compagnie de bateaux à moteur, qui patrouillent les voies navigables intérieures, arborent le pavillon maritime au lieu du drapeau national carré habituel, qui est également utilisé par la Marine marchande suisse de haute-mer et qui a un rapport hauteur / largeur de 2:3.